# Marantochloa
Marantochloa é um género botânico pertencente à família Marantaceae.
Sinónimo: Clinogyne

## Espécies
| - Marantochloa comorensis - Marantochloa congensis - Marantochloa cordifolia - Marantochloa cuspidata - Marantochloa filipes - Marantochloa flexuosa - Marantochloa hensii - Marantochloa holostachya - Marantochloa inaequilatera - Marantochloa incertifolia - Marantochloa leucantha | - Marantochloa mannii - Marantochloa microphylla - Marantochloa mildbraedii - Marantochloa monophylla - Marantochloa oligantha - Marantochloa purpurea - Marantochloa ramosissima - Marantochloa similis - Marantochloa sulphurea - Marantochloa ubangiensis |

1. ↑  «Marantochloa — World Flora Online». www.worldfloraonline.org. Consultado em 19 de agosto de 2020